# آلفونسو مونتمایور
آلفونسو مونتمایور (اسپانیایی: Alfonso Montemayor‎; ۲۸ آوریل ۱۹۲۲ – ۲۲ نوامبر ۲۰۱۲) بازیکن فوتبال اهل مکزیک بود.
از باشگاه‌هایی که در آن بازی کرده‌است می‌توان به باشگاه فوتبال لئون اشاره کرد.
وی همچنین در تیم ملی فوتبال مکزیک بازی کرده‌است.